# Українська бавовна. БТР-4Е «Буцефал» (монета)
Украї́нська баво́вна. БТР-4Е «Буцефа́л» — пам'ятна монета номіналом 5 гривень, випущена Національним банком України, присвячена бронетранспортеру нового покоління українського машинобудування. БТР-4 стоїть на озброєнні Збройних Сил та Національної гвардії України.
Монету введено в обіг 27 листопада 2024 року. Вона належить до серії «Збройні Сили України».

## Опис монети та характеристики
| Номінал грн. | Метал      | Маса, г | Діаметр, мм | Якість виготовлення       | Гурт     | Тираж, штук |
| ------------ | ---------- | ------- | ----------- | ------------------------- | -------- | ----------- |
| 5            | нейзильбер | 16,54   | 35,0        | спеціальний анциркулейтед | рифлений | 50 000      |

### Аверс

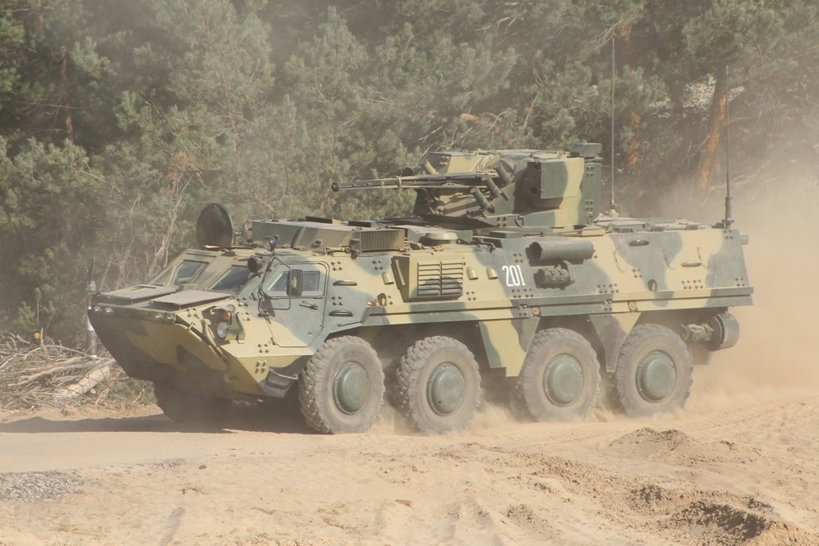
БТР-4 під час навчань, 2016 рік

На аверсі монети на дзеркальному тлі стилізовано зображено здибленого коня, змодельованого з броньованих пластин, склепаних між собою. Образ коня створює асоціативну паралель з легендарним Буцефалом Олександра Македонського, символізує вірність, нестримну волю та безстрашність перед ворогом. Праворуч на матовому тлі розташовано малий Державний Герб України, під ним напис «УКРАЇНА», номінал монети 5 та графічний знак гривні, рік карбування монети — «2024». Унизу по центру — логотип Банкнотномонетного двору Національного банку України.

### Реверс
На реверсі монети зображено бронетранспортер БТР-4Е під час ведення вогню з бойового модуля. Угорі напис «БТР-4», виконаний у стилі аверсу монети, де склепані пластини утворюють літери і цифру.

Весь тираж 50000 монет було випущено у сувенірних упаковках
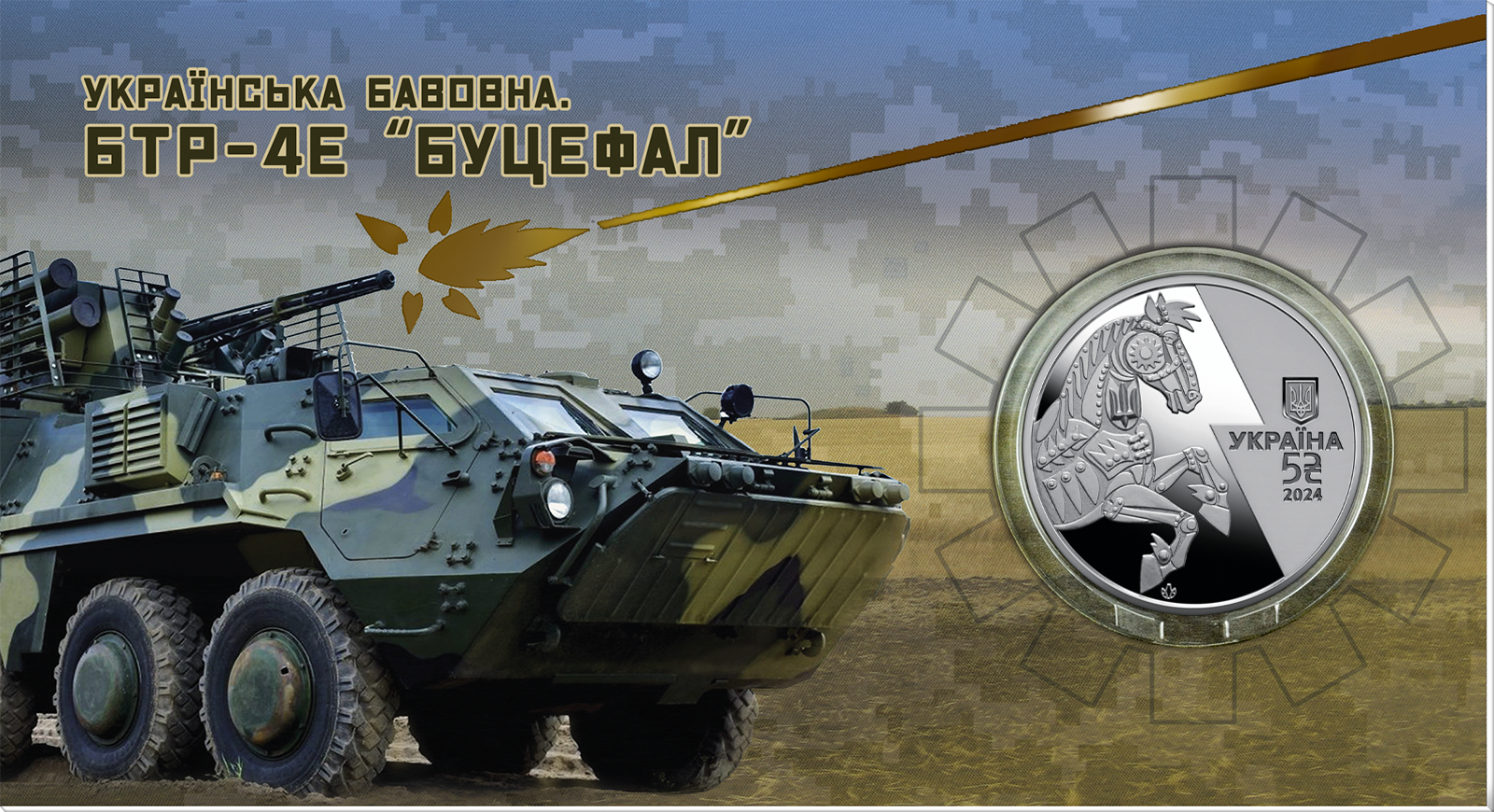
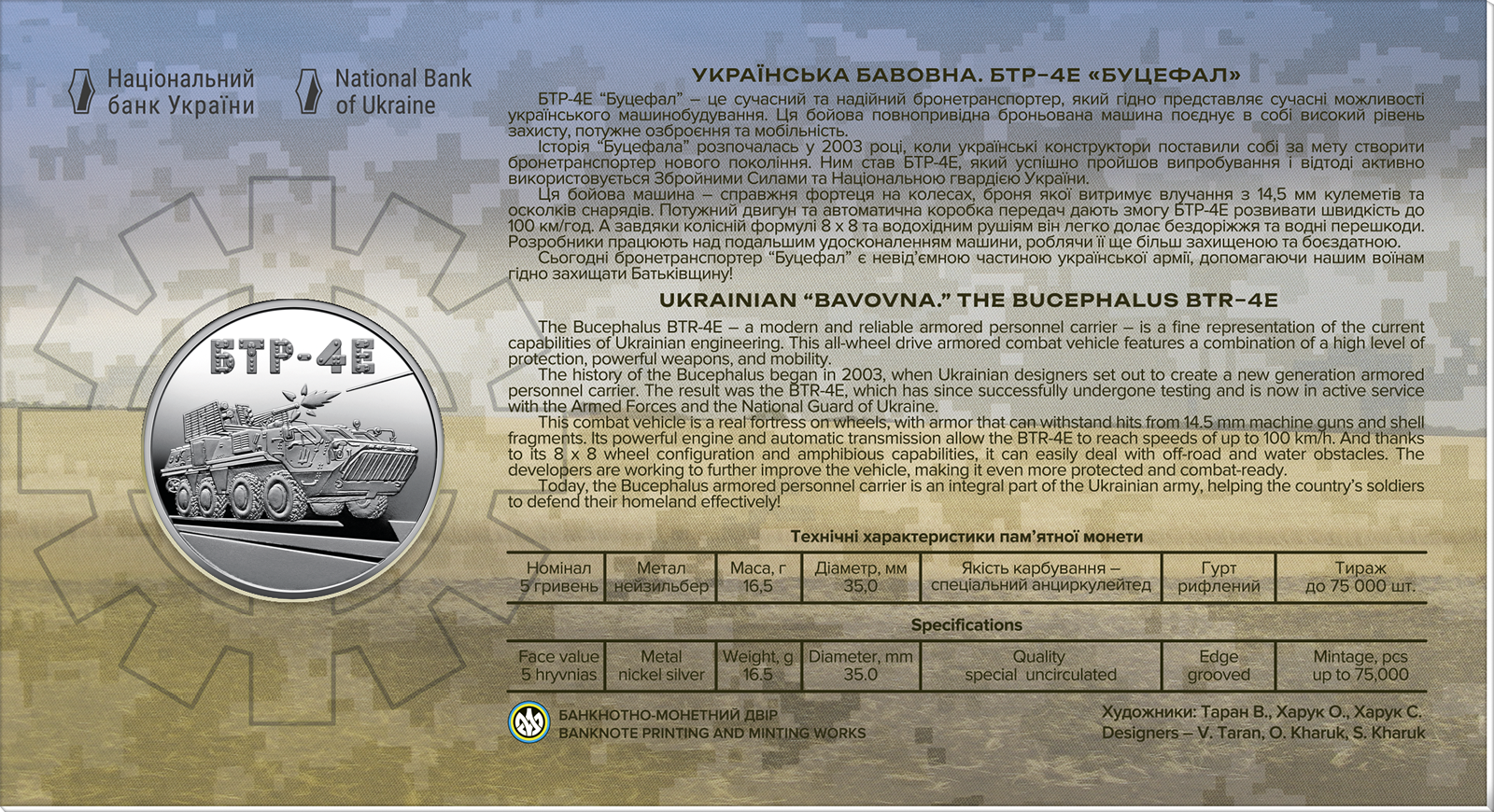

## Автори
- Художники: Таран Володимир, Харук Олександр, Харук Сергій.
- Скульптори: Атаманчук Володимир, Дем'яненко Володимир.

## Вартість монети
Під час введення монети в обіг 2024 року, Національний банк України реалізовував монету за ціною 163 гривні.
Фактична приблизна вартість монети, з роками змінювалася так:
| Рік        | 2025 | 2026 | 2027 |
| ---------- | ---- | ---- | ---- |
| Ціна, грн. | 410  |      |      |